# Leichtathletik-Weltmeisterschaften 2017/Teilnehmer (Burundi)
| Gelbes Symbol für Goldmedaillen mit stilisierten Olympischen Ringen | Graues Symbol für Silbermedaillen mit stilisierten Olympischen Ringen | Braundes Symbol für Bronzemedaillen mit stilisierten Olympischen Ringen |
| ------------------------------------------------------------------- | --------------------------------------------------------------------- | ----------------------------------------------------------------------- |
| —                                                                   | 1                                                                     | —                                                                       |

Von Burundi wurden eine Athletin und drei Athleten für die Weltmeisterschaften in London nominiert.

## Ergebnisse

### Frauen

#### Laufdisziplinen
| Athletin           | Disziplin | Vorlauf     | Vorlauf | Halbfinale  | Halbfinale | Finale      | Finale |
| Athletin           | Disziplin | Zeit        | Platz   | Zeit        | Platz      | Zeit        | Platz  |
| ------------------ | --------- | ----------- | ------- | ----------- | ---------- | ----------- | ------ |
| Francine Niyonsaba | 800 m     | 1:59,86 min | 1       | 2:01,11 min | 16         | 1:55,92 min | Silber |

### Männer

#### Laufdisziplinen
| Athlet                 | Disziplin | Vorlauf     | Vorlauf | Halbfinale  | Halbfinale | Finale             | Finale             |
| Athlet                 | Disziplin | Zeit        | Platz   | Zeit        | Platz      | Zeit               | Platz              |
| ---------------------- | --------- | ----------- | ------- | ----------- | ---------- | ------------------ | ------------------ |
| Antoine Gakeme         | 800 m     | 1:45,97 min | 11      | 1:47,08 min | 21         | nicht qualifiziert | nicht qualifiziert |
| Onesphore Nzikwinkunda | 10.000 m  |             |         |             |            | 28:09,98 min PB    | 19                 |
| Abraham Niyonkuru      | Marathon  |             |         |             |            | 2:42:27 h          | 71                 |